# Pallacanestro Cantù 2013-2014
Questa voce raccoglie le informazioni riguardanti la Pallacanestro Cantù nelle competizioni ufficiali della stagione 2013-2014.

## Stagione
La stagione 2013-2014 della Pallacanestro Cantù, sponsorizzata Acqua Vitasnella, è la 57ª nel massimo campionato italiano di pallacanestro. Il club lombardo, con la sponsorizzazione Foxtown, partecipa all'Eurocup. Con la sponsorizzazione FoxTown disputa le Final Eight di Coppa Italia.
Per la composizione del roster si decise di cambiare la scelta della formula, passando al 5+5, ovvero con 5 giocatori stranieri senza vincoli e 5 giocatori di formazione italiana.
La stagione si apre con molti cambiamenti, non ci sono più Jakub Kudláček, Marko Šćekić, Jerry Smith, il capitano Nicolás Mazzarino, Andrea Casella, Jeff Brooks, Alex Tyus, Jonathan Tabu, Stefano Mancinelli e l'allenatore Andrea Trinchieri insieme all'assistente Emanuele Molin.
Ai confermati Awudu Abass, Maarty Leunen, Joe Ragland, Pietro Aradori e Marco Cusin si aggiungono Ivan Buva (aggregatosi ad aprile), Stefano Gentile, Michael Jenkins, Marcel Jones, Denis Marconato (aggregatosi a marzo), Roberto Rullo e Adrian Uter.

## Roster
| Acqua Vitasnella - FoxTown Cantù 2013-14 | Acqua Vitasnella - FoxTown Cantù 2013-14 |
| Giocatori                                | Staff tecnico                            |
| ---------------------------------------- | ---------------------------------------- |

| N. | Naz.                   | Ruolo | Nome              | Anno | Alt.   | Peso   |  |
| -- | ---------------------- | ----- | ----------------- | ---- | ------ | ------ |  |
| 5  | Italia (bandiera)      | AP    | Awudu Abass       | 1993 | 198 cm | 100 kg |  |
| 7  | Stati Uniti (bandiera) | AG    | Marcel Jones      | 1985 | 203 cm | 97 kg  |  |
| 8  | Giamaica (bandiera)    | C     | Adrian Uter       | 1984 | 200 cm | 112 kg |  |
| 9  | Italia (bandiera)      | PG    | Roberto Rullo     | 1990 | 192 cm | 94 kg  |  |
| 10 | Stati Uniti (bandiera) | AG    | Maarty Leunen (C) | 1985 | 206 cm | 105 kg |  |
| 11 | Stati Uniti (bandiera) | G     | Michael Jenkins   | 1986 | 191 cm | 88 kg  |  |
| 15 | Italia (bandiera)      | C     | Curtis Nwohuocha  | 1997 | 200 cm | 98 kg  |  |
| 15 | Italia (bandiera)      | GA    | Giacomo Siberna   | 1996 | 192 cm |        |  |
| 15 | Croazia (bandiera)     | AG    | Ivan Buva         | 1991 | 208 cm | 107 kg |  |
| 17 | Italia (bandiera)      | G     | Luca Cesana       | 1997 | 193 cm | 81 kg  |  |
| 19 | Italia (bandiera)      | C     | Denis Marconato   | 1975 | 211 cm | 115 kg |  |
| 20 | Stati Uniti (bandiera) | PG    | Joe Ragland       | 1989 | 182 cm | 80 kg  |  |
| 21 | Italia (bandiera)      | GA    | Pietro Aradori    | 1988 | 194 cm | 95 kg  |  |
| 22 | Italia (bandiera)      | C     | Marco Cusin       | 1985 | 211 cm | 107 kg |  |
| 30 | Italia (bandiera)      | PG    | Stefano Gentile   | 1989 | 191 cm | 90 kg  |  |
| -  | Italia (bandiera)      | G     | Mattia Molteni    | 1996 | 190 cm | 78 kg  |  |
| -  | Italia (bandiera)      | P     | Ruben Zugno       | 1996 | 182 cm | 80 kg  |  |

| Allenatore |
| - Stefano Sacripanti |
| Assistente/i |
| - Nicola Brienza - Massimiliano Oldoini Legenda - (C) Capitano - (IN) Inattivo - Infortunato Roster Aggiornato al: 17 luglio 2015 |

### Staff tecnico e dirigenziale
- Allenatore: Stefano Sacripanti
- Assistente: Massimiliano Oldoini
- Assistente: Nicola Brienza
- Preparatore Atletico: Roberto Bianchi
- Preparatore Atletico: Oscar Pedretti
- Medico: Federico Casamassima
- Medico: Marco Camagni
- Fisioterapista: Andrea Lanzi
- Fisioterapista: Christian Bianchi

- Presidente: Anna Cremascoli
- Vicepresidente: Luca Orthmann
- Amministratore Delegato: Luca Orthmann
- Direttore sportivo: Daniele Della Fiori
- Team manager: Paolo Avantaggiato
- Segretaria generale: Cinzia Lauro
- Amministrazione: Lorena Broggi
- Addetto agli arbitri: Carlino Cattaneo
- Ufficio stampa: Luca Rossini
- Marketing: Matteo Allevi
- Ticketing: Andrea Pini
- Responsabile progetto Giovani Cantù: Antonio Munafò
- Responsabile progetto Giovani Cantù: Alessandro Corrado
- Responsabile tecnico settore giovanile: Giorgio Gerosa

## Mercato

### Sessione estiva
| Acquisti | Acquisti             | Acquisti          | Acquisti       | Acquisti      |
| R.       | Nome                 | da                | Data           | Modalità      |
| -------- | -------------------- | ----------------- | -------------- | ------------- |
| ALL      | Stefano Sacripanti   | Juvecaserta       | 15 giugno 2013 | definitivo    |
| ALL      | Massimiliano Oldoini | Juvecaserta       | 15 giugno 2013 | definitivo    |
| G        | Michael Jenkins      | Brescia           | 8 luglio 2013  | definitivo    |
| P        | Stefano Gentile      | Juvecaserta       | 12 luglio 2013 | definitivo    |
| AG       | Giacomo Maspero      | Treviglio         |                | fine prestito |
| PG       | Joe Ragland          | Murcia            | 23 luglio 2013 | definitivo    |
| C        | Adrian Uter          | Caciq. de Humacao | 24 luglio 2013 | definitivo    |
| PG       | Roberto Rullo        | Pistoia Basket    | 1 agosto 2013  | definitivo    |
| AG       | Marcel Jones         | Manawatu Jets     | 27 Agosto 2013 | definitivo    |

| Cessioni | Cessioni           | Cessioni         | Cessioni       |
| R.       | Nome               | a                | Modalità       |
| -------- | ------------------ | ---------------- | -------------- |
| ALL      | Andrea Trinchieri  | UNICS Kazan'     | fine contratto |
| ALL      | Emanuele Molin     | Juvecaserta      | fine contratto |
| P        | Jakub Kudláček     | Pall. Reggiana   | fine prestito  |
| C        | Marko Šćekić       | Pall. Varese     | fine contratto |
| AG       | Giacomo Maspero    | Brescia          | prestito       |
| P        | Jerry Smith        | Scaligera Verona | fine contratto |
| G        | Nicolás Mazzarino  | Malvín           | fine contratto |
| A        | Jeff Brooks        | Juvecaserta      | fine contratto |
| C        | Alex Tyus          | Maccabi Tel Aviv | fine contratto |
| AG       | Stefano Mancinelli | PMS Torino       | fine contratto |
| AP       | Andrea Casella     | Veroli Basket    | fine contratto |
| P        | Jonathan Tabu      | Saragozza        | fine contratto |

### Dopo l'inizio della stagione
| Acquisti | Acquisti        | Acquisti         | Acquisti       | Acquisti   |
| R.       | Nome            | da               | Data           | Modalità   |
| -------- | --------------- | ---------------- | -------------- | ---------- |
| C        | Denis Marconato | Universo Treviso | 2 gennaio 2014 | definitivo |
| AG       | Ivan Buva       | Široki           | 15 aprile 2014 | definitivo |

| Cessioni | Cessioni     | Cessioni        | Cessioni       | Cessioni                |
| R.       | Nome         | a               | Data           | Modalità                |
| -------- | ------------ | --------------- | -------------- | ----------------------- |
| AG       | Marcel Jones | Canterbury Rams | 28 aprile 2014 | rescissione consensuale |

## Statistiche

### Statistiche di squadra
| Competizione             | Punti | In casa | In casa | In casa | In casa | In casa | In trasferta | In trasferta | In trasferta | In trasferta | In trasferta | Totale | Totale | Totale | Totale | Totale | Totale |
| Competizione             | Punti | G       | V       | P       | PF      | PS      | G            | V            | P            | PF           | PS           | G      | V      | P      | PF     | PS     | DIF    |
| ------------------------ | ----- | ------- | ------- | ------- | ------- | ------- | ------------ | ------------ | ------------ | ------------ | ------------ | ------ | ------ | ------ | ------ | ------ | ------ |
| Serie A                  | 40    | 15      | 15      | 0       | 1287    | 1140    | 15           | 5            | 10           | 1145         | 1150         | 30     | 20     | 10     | 2432   | 2290   | +142   |
| Play-off                 | -     | 2       | 0       | 2       | 133     | 139     | 1            | 0            | 1            | 70           | 74           | 3      | 0      | 3      | 203    | 213    | -10    |
| Totale Serie A           | -     | 17      | 15      | 2       | 1420    | X       | 16           | 5            | 11           | 1285         | X            | 33     | 20     | 13     | 2635   | 2503   | +132   |
| Coppa Italia             | -     | -       | -       | -       | -       | -       | -            | -            | -            | -            | -            | 1      | 0      | 1      | 77     | 84     | -7     |
| EuroCup - Regular season | 16    | 5       | 5       | 0       | 439     | 371     | 5            | 3            | 2            | 393          | 375          | 10     | 8      | 2      | 832    | 746    | +86    |
| EuroCup - Last 32        | 6     | 3       | 2       | 1       | 270     | 235     | 3            | 1            | 2            | 249          | 258          | 6      | 3      | 3      | 519    | 493    | +26    |
| Totale                   | -     | 8       | 7       | 1       | 709     | 606     | 8            | 4            | 4            | 642          | 633          | 17     | 11     | 6      | 1428   | 1323   | +105   |

### Statistiche dei giocatori
| Giocatore        | Serie A | Serie A | Serie A | Serie A | Playoff Serie A | Playoff Serie A | Playoff Serie A | Playoff Serie A | Eurocup | Eurocup | Eurocup | Eurocup | Coppa Italia | Coppa Italia | Coppa Italia | Coppa Italia | Totale | Totale | Totale | Totale |
| Giocatore        | PG      | PTI     | AST     | RIM     | PG              | PTI             | AST             | RIM             | PG      | PTI     | AST     | RIM     | PG           | PTI          | AST          | RIM          | PG     | PTI    | AST    | RIM    |
| ---------------- | ------- | ------- | ------- | ------- | --------------- | --------------- | --------------- | --------------- | ------- | ------- | ------- | ------- | ------------ | ------------ | ------------ | ------------ | ------ | ------ | ------ | ------ |
| Michael Jenkins  | 30      | 297     | 63      | 75      | 3               | 33              | 7               | 3               | 16      | 183     | 33      | 52      | 1            | 2            | 1            | 2            | 50     | 515    | 104    | 132    |
| Maarty Leunen    | 30      | 223     | 86      | 159     | 3               | 13              | 7               | 13              | 16      | 151     | 35      | 72      | 1            | 13           | 1            | 6            | 50     | 400    | 129    | 250    |
| Joe Ragland      | 30      | 489     | 102     | 106     | 3               | 44              | 9               | 9               | 16      | 235     | 83      | 45      | 1            | 11           | 3            | 6            | 50     | 779    | 197    | 166    |
| Pietro Aradori   | 29      | 438     | 79      | 133     | 3               | 45              | 7               | 11              | 15      | 207     | 44      | 67      | 1            | 16           | 0            | 6            | 48     | 706    | 130    | 217    |
| Adrian Uter      | 29      | 255     | 33      | 129     | 3               | 11              | 0               | 17              | 16      | 197     | 20      | 100     | 1            | 8            | 0            | 4            | 49     | 471    | 53     | 250    |
| Stefano Gentile  | 28      | 292     | 49      | 52      | 3               | 15              | 9               | 1               | 16      | 113     | 24      | 24      | 1            | 9            | 3            | 3            | 48     | 429    | 85     | 80     |
| Awudu Abass      | 27      | 95      | 9       | 57      | 3               | 4               | 3               | 5               | 11      | 36      | 4       | 14      | 0            | 0            | 0            | 0            | 41     | 135    | 16     | 76     |
| Roberto Rullo    | 27      | 68      | 11      | 12      | 2               | 6               | 3               | 0               | 14      | 79      | 9       | 11      | 1            | 5            | 1            | 0            | 44     | 158    | 24     | 23     |
| Marcel Jones     | 25      | 86      | 10      | 35      | 0               | 0               | 0               | 0               | 16      | 101     | 14      | 52      | 0            | 0            | 0            | 0            | 41     | 187    | 24     | 87     |
| Marco Cusin      | 22      | 152     | 20      | 116     | 3               | 16              | 2               | 23              | 12      | 47      | 11      | 55      | 1            | 11           | 0            | 5            | 38     | 226    | 33     | 199    |
| Denis Marconato  | 11      | 22      | 5       | 17      | 2               | 0               | 0               | 1               | 4       | 2       | 4       | 8       | 0            | 0            | 0            | 0            | 17     | 24     | 9      | 26     |
| Ivan Buva        | 5       | 11      | 1       | 13      | 2               | 7               | 0               | 12              | 0       | 0       | 0       | 0       | 0            | 0            | 0            | 0            | 7      | 18     | 1      | 25     |
| Curtis Nwohuocha | 2       | 4       | 0       | 3       | 0               | 0               | 0               | 0               | 2       | 0       | 0       | 0       | 0            | 0            | 0            | 0            | 4      | 4      | 0      | 3      |
| Luca Cesana      | 1       | 0       | 0       | 0       | 0               | 0               | 0               | 0               | 1       | 0       | 0       | 0       | 0            | 0            | 0            | 0            | 2      | 0      | 0      | 0      |
| Giacomo Siberna  | 1       | 0       | 0       | 0       | 0               | 0               | 0               | 0               | 0       | 0       | 0       | 0       | 0            | 0            | 0            | 0            | 1      | 0      | 0      | 0      |
| Mattia Molteni   | 0       | 0       | 0       | 0       | 0               | 0               | 0               | 0               | 0       | 0       | 0       | 0       | 0            | 0            | 0            | 0            | 0      | 0      | 0      | 0      |
| Ruben Zugno      | 0       | 0       | 0       | 0       | 0               | 0               | 0               | 0               | 0       | 0       | 0       | 0       | 0            | 0            | 0            | 0            | 0      | 0      | 0      | 0      |